# Assedio di Pondicherry (1793)
L’Assedio di Pondicherry fu un'operazione coloniale militare delle prime fasi delle Guerre rivoluzionarie francesi. Gran Bretagna e Francia controllavano entrambi delle colonie nel Subcontinente indiano e quando la Convenzione Nazionale francese dichiarò guerra alla Gran Bretagna il 1 febbraio 1793, su entrambi i fronti ci si preparò a battagliare in India. L'India britannica era incentrata sui principali porti di Bombay, Madras e Calcutta, amministrati dalla Compagnia delle Indie Orientali britanniche. L'India francese era governata da Pondicherry (moderna Puducherry) verso la Costa del Coromandel. Le forze inglesi in India erano considerevolmente più forti di quelle francesi, col supporto non solo del British Indian Army ma anche del British Army e da distaccamenti della Royal Navy con uno squadrone al comando del contrammiraglio William Cornwallis. Le difese di Pondicherry, per contro, erano molto forti, ma la guarnigione locale era troppo piccola per poter far fronte al nemico e per giunta lo uno squadrone di fregate francesi più vicino era d'istanza a Île de France, troppo lontano per poter proteggere la costa dell'India francese.
La notizia dello scoppio della guerra impiegò cinque mesi per raggiungere l'Oceano Indiano ma le forze inglesi, da poco coinvolte nella Terza guerra anglo-mysore, erano già state mobilitate e pertanto ebbero un considerevole vantaggio su quelle francesi. Solo Pondicherry fu in grado di resistere all'avanzata degli inglesi e ne conseguì un assedio che perdurò dal 1 agosto 1793, condotto dal colonnello John Braithwaite mentre Cornwallis impose un blocco navale in loco. Le forze inglesi costruirono trincee e batterie d'artiglieria spesso sotto pesante fuoco nemico. Venti giorni dopo la città era sconfitta e Braithwaite iniziò il bombardamento delle sue difese. Nel giro di qualche ora il colonnello Prosper de Clermont, comandante delle forze francesi, chiese la resa.

## Antefatto
Negli anni '90 del Settecento il Regno di Gran Bretagna possedeva uno degli imperi coloniali più vasti del Subcontinente indiano, la cui amministrazione era di base ai porto di Calcutta nel Bengala, col supporto delle città di Madras e Bombay ed una rete di diverse altre stazioni commerciali sussidiarie lungo la costa. L'amministrazione dell'India britannica era in gran parte delegata alla Compagnia britannica delle Indie Orientali che era in grado di sostenere autonomamente il British Indian Army in maniera permanente, col sostegno di uomini del British Army. Questa forza era stata da poco coinvolta nella Terza guerra anglo-mysore dal 1789 al 1792. Il supporto navale fornito dallo squadrone del contrammiraglio William Cornwallis a bordo della fregata HMS Minerva era stato fondamentale per il blocco della città di Tellicherry.
La posizione militare dei francesi in India era molto più debole di quella degli inglesi, dal momento che la madrepatria non aveva mai investito forti somme in queste colonie sin dallo scoppio della Guerra dei Sette anni nel 1754. I francesi disponevano di un gran numero di piccoli avamposti commerciali, tra cui Karaikal, Yanam, Mahé e Chandernagore ma la colonia più rilevante era certamente quella di Pondicherry, presso Madras. Pondicherry era fortemente fortificata come città, con difese moderne ed estese disegnate da Camille Charles Leclerc, Chevalier de Fresne, ma la locale guarnigione era troppo piccola per respingere un vero e proprio assedio. La Marina francese nell'Oceano Indiano allo scoppio della guerra comprendeva le due fregate Cybèle e Prudente al comando del contrammiraglio Armand de Saint-Félix ma erano di base alla distante Île de France (moderne Mauritius).
Le tensioni in Europa erano peggiorate dallo scoppio della Rivoluzione francese del 1789 e nel 1792 le Guerre rivoluzionarie francesi avevano avuto inizio con i primi scontri tra la Repubblica Francese e gli imperi austriaco e prussiano. Inizialmente la Gran Bretagna non era rimasta coinvolta nel conflitto, ma le relazioni diplomatiche con la Francia si deteriorarono rapidamente. Il 1 febbraio 1793, poco dopo l'esecuzione dell'ormai deposto Luigi XVI di Francia, la Convenzione Nazionale francese dichiarò guerra alla Gran Bretagna ed alla Repubblica olandese. Per la lunga distanza da coprire, la notizia dello scoppio della guerra impiegò cinque mesi a raggiungere l'India, passando attraverso il console britannico ad Alessandria, George Baldwin. Il 2 giugno la notizia raggiunse Madras e passò a Calcutta l'11 giugno. Il governatore generale dell'India, Lord Cornwallis, diede istruzioni per le operazioni contro i territori francesi in India. Lord Cornwallis, fratello di William, originariamente intendeva partecipare personalmente al combattimento di Pondicherry, ma gli venne sconsigliato.

## L'assedio di Pondicherry
L'ammiraglio Cornwallis era ancorato a Trincomalee nella Ceylon olandese quando seppe dello scoppio della guerra il 19 giugno. Egli immediatamente diede l'ordine alle proprie navi di salpare alla volta di Pondicherry, dove pose un blocco navale. Poco dopo catturò un mercantile francese che trasportava munizioni per i porti francesi e, dopo una breve sosta a Madras, la Minerva e tre altre navi catturarono la nave pirata francese Concorde lasciando Pondicherry il 3 luglio, catturando uno snow il 9 luglio. Il 13 luglio a sudest apparvero nuove navi e Cornwallis comprese che dovevano essere i tanto attesi rinforzi inglesi. Migliori indagini ad ogni modo gli suggerirono che si trattava in realtà della nave francese Cybèle (40 cannoni) e tre altri piccoli vascelli che portavano rifornimenti e unità di artiglieria a Pondicherry per rifornirne la guarnigione locale. La Cybèle era infatti riuscita a fuggire dal blocco inglese.
A terra, l'esercito a Madras venne posto sotto il comando del colonnello John Braithwaite. Dopo aver assemblato le proprie forze a Wallyabad, Braithwaite marciò su Pondicherry, occupando Villenore a sudest ed Arian Coupang a sud, tagliando così ogni via di fuga alla guarnigione della città. Il 28 luglio, Braithwaite raggiunse la città e stabilì le proprie posizioni su Red Hill che dominava Pondicherry, inviando richieste al suo comandante il colonnello Prosper de Clement per la resa. La richiesta venne rifiutata e Braithwaite ordinò ai suoi uomini del 71º e 74º fanteria di occupare le posizioni a sud della città il 30 luglio, manovra che si svolse sotto il costante e pesante fuoco nemico dai bastioni. Questa mossa ad ogni modo, seppur pericolosa, si dimostrò una finta in quanto il vero obbiettivo di Braithwaite era quello di lanciare l'assalto principale all'angolo nordest dove le difese erano più deboli ed il terreno appariva più secco.
Vennero fatti dei tentativi quindi di stabilire delle batterie d'artiglieria ad ovest ed a nord della città, ma questi sforzi vennero vanificati dalle pesanti piogge che ritardarono la costruzione delle necessarie trincee, portando anche a numerose perdite tra le file degli inglesi. Il fuoco fu particolarmente pesane a nord della città il 12 agosto. Le operazioni per sistemare le batterie d'artiglieria proseguirono per diversi giorni ancora; il 15 agosto, il tenente colonnello George Maule, capo ingegnere di Braithwaite, venne ucciso da una palla di cannone di ritorno da una sua ispezione notturna delle trincee. La notte del 21 agosto il grosso dell'artiglieria, nota come "Royal Battery", venne danneggiata dai francesi, ma già la mattina del 22 agosto vennero apportate le necessarie riparazioni.
Coi primi colpi sparati dalla Royal Battery, le difese francesi tacquero. Il fuoco inglese si fece più intenso verso mezzogiorno quando venne montata anche una batteria di mortai ed alle 16:30 i francesi issarono la bandiera bianca sui bastioni della città. Clermont chiese 24 ore di tempo per negoziare la resa, ma Braithwaite gli concesse sino alle 08:00 del giorno successivo, periodo durante il quale comunque gli inglesi continuarono a costruire le loro trincee per ogni evenienza. Clermont, isolato e senza supporti, accettò i termini della resa e la mattina successiva l'esercito di Braithwaite entrò in città e ne prese possesso, sebbene la guarnigione francese si fosse ubriacata nella notte e fosse formalmente incapace di arrendersi a dovere.

## Conseguenze
Le perdite inglesi nello scontro ammontarono a 88 morti e 131 feriti e furono quindi relativamente pesanti; le perdite francesi non sono state riportate dagli storici dell'epoca ma si pensa che furono ben poche e limitate solo ad alcuni difensori esposti al fuoco degli inglesi nell'unico giorno di bombardamenti dell'assedio. Vennero catturati però 654 soldati francesi e 1014 sepoy con 167 fucili di varie dimensioni e materiali e molte munizioni. Altrove le altre colonie francesi in India come Karaikal, Yanam, Mahé e Chandernagore si arresero poco dopo senza combattere, assicurando agli inglesi il dominio del Subcontinente indiano. È stato notato dagli storici come le forze navali inglesi nella Baia del Bengala fossero stranamente molto deboli durante questo periodo e la Minerva era l'unica nave da guerra attiva in zona. I francesi fecero ogni sforzo per catturare i loro territori indiani perduti nel corso della guerra, ma li riottennero solo sulla base dei termini della Pace di Amiens del 1802.